# This Is Halloween
This is Halloween è un brano musicale composto dal compositore statunitense Danny Elfman per la colonna sonora di Nightmare Before Christmas, film d'animazione del 1993 prodotto da Tim Burton. È la canzone che apre la storia del film e viene eseguita da tutti i cittadini della città di Halloween. 
La versione italiana del brano è intitolata Questo è Halloween.
This is Halloween è presente in versione strumentale nel videogioco Kingdom Hearts, come sottofondo nel mondo di Halloween, e in Just Dance 3 nella versione per Nintendo Wii.
| Tutte le versioni ufficiali di "This is Halloween" | Tutte le versioni ufficiali di "This is Halloween" | Tutte le versioni ufficiali di "This is Halloween" |
| Lingua                                             | Titolo                                             | Traduzione                                         |
| -------------------------------------------------- | -------------------------------------------------- | -------------------------------------------------- |
| Cinese mandarino                                   | "这是万圣节" ("Zhè shì wànshèngjié")               | "Questo è Halloween"                               |
| Coreano                                            | "여긴 할로윈" ("Yŏgin hallowin")                   | "Questo è Halloween"                               |
| Francese                                           | "Bienvenue à Halloween"                            | "Benvenuto ad Halloween"                           |
| Giapponese                                         | "これがハロウィン" ("Kore ga harouin")             | "Questo è Halloween"                               |
| Greco                                              | "Όλα μια γιορτή" ("Óla mia ghiortí")               | "Tutta una celebrazione"                           |
| Inglese                                            | "This is Halloween"                                | "Questo è Halloween"                               |
| Italiano                                           | "Questo è Halloween"                               | "Questo è Halloween"                               |
| Olandese                                           | "Dit is Halloween"                                 | "Questo è Halloween"                               |
| Polacco                                            | "Witaj w Halloween"                                | "Benvenuto ad Halloween"                           |
| Portoghese (Brasile) DVD                           | "Este é o Halloween"                               | "Questo è Halloween"                               |
| Portoghese (Brasile) VHS                           | "Isso é Halloween"                                 | "Questo è Halloween"                               |
| Russo                                              | "Это Хэллоуин" ("Eto Chellouin")                   | "È Halloween"                                      |
| Slovacco                                           | "To je Halloween"                                  | "È Halloween"                                      |
| Spagnolo (America Latina)                          | "Esto es Halloween"                                | "Questo è Halloween"                               |
| Spagnolo (Castigliano)                             | "Esto es Halloween"                                | "Questo è Halloween"                               |
| Tedesco                                            | "Hier in Halloween"                                | "Qui ad Halloween"                                 |
| Thailandese                                        | "ในเมืองฮาโลวิน" ("Nı meụ̄xng ḥā lo win")             | "Nella città di Halowin"                           |

## Cover
Nel 2006 Marilyn Manson ha eseguito una cover industrial metal di This is Halloween in occasione dell'uscita dell'edizione speciale della colonna sonora di Nightmare Before Christmas; nel 2008, la band ha inserito il brano nella tracklist di Nightmare Revisited, album di cover delle canzoni del film.
Altri artisti che hanno eseguito una cover della canzone sono i Powerglove (band statunitense), i Kidz Bop (nome di una serie di compilation di canzoni pop ricantate da bambini) e dai The Candy Spooky Theater (rock band giapponese).